# Rochester (Nevada)
Rochester era una città mineraria dell'argento nella contea di Pershing, Nevada, USA, a circa 110 miglia (180 km) ad est di Reno. Ora è una città fantasma. Lower Rochester è ancora accessibile ai visitatori, ma è stata ampiamente distrutta da un incendio violento nel 2012; Upper Rochester è stata sepolta sotto la miniera della più recente miniera a cielo aperto di Coeur Rochester.

## Storia
Rochester è il nome collettivo di tre siti diversi: Rochester Heights, Upper Rochester e Lower Rochester, distribuiti lungo un tratto di 4,8 km dal Rochester Canyon. Quando l'oro fu scoperto qui negli anni 1860 da immigrati provenienti da Rochester, New York, c'era solo un campo, all'estremità superiore del canyon. Più tardi questo divenne noto come Rochester Heights (spesso, insieme a Upper Rochester, chiamato "Old Town"). L'esplorazione e l'estrazione mineraria erano su scala piuttosto piccola a partire dagli anni 1860, con il minerale lavorato su piccola scala, o spedito da vagone a città più grandi per la fresatura.
Anche se a Rochester c'era sempre una sorta di presenza dal 1861 in poi, non fu fino a quando, nel 1912, Joseph Nenzel scoprì un ricco giacimento di argento grezzo che avrebbe portato Rochester ad essere una vera e propria "boomtown". Nel novembre del 1912, quando si diffuse la notizia della scoperta, la gente si riversò nella zona. La città si espanse e Upper Rochester nacque, così come gli inizi di quello che divenne nota come Lower Rochester. Ben presto Rochester Heights fu inglobata in Upper Rochester, e quelle città divennero collettivamente conosciute come Old Town, con Lower Rochester come nuova città. Il Rochester Canyon è un canyon piuttosto stretto, con pendii ripidi su entrambi i lati del canyon, e quindi i campi tendevano a diffondersi lungo il canyon, piuttosto che verso l'esterno. Man mano che sempre più persone arrivavano nella zona, i due campi si vantarono presto di saloon, hotel e altre attività commerciali. Upper e Lower Rochester divennero fiorenti siti minerari, con una popolazione superiore a 1.500 abitanti. La maggior parte del distretto commerciale si trovava a Upper Rochester, dove Lower Rochester aveva il mulino e altre strutture di supporto minerario. La città si vantava di avere la Rochester Philharmonic Orchestra.
Nel 1914, la Nevada Short Line Railway estese i suoi binari da Oreana, che era ad est di Rochester. La ferrovia stava quindi operando dal Limerick Canyon a Oreana, fu costruito un ramo che si diramava nel Rochester Canyon fino a Lower Rochester. Nell'agosto del 1915, la ferrovia ha esteso i binari lungo il canyon attraverso Upper Rochester per raggiungere la miniera alla fine del canyon, con l'intenzione che il minerale potesse essere trainato verso le operazioni di fresatura di Lower Rochester. Comunque, l'operazione della ferrovia era indiscutibile. Difficoltà nell'equipaggiamento (la ferrovia utilizzava vecchie locomotive di seconda mano), incendi e incidenti, insieme ai capricci della gestione della ferrovia (entrò in amministrazione controllata alla fine del 1915, ma ricevette un'ultima possibilità da un giudice della Corte distrettuale di Reno per essere redditizia), significava che le miniere non potevano mai dipendere interamente dalla ferrovia. La ferrovia ha faticato a realizzare profitti e ad operare su un programma ragionevole nel 1915 e nel 1916, ma le miniere non erano felici per il servizio. Alla fine, avendo avuto abbastanza, la miniera annunciò nel settembre 1916 che avrebbe costruito un tram dalle miniere fino al mulino a Lower Rochester. Verso la metà del 1917, il tram era in funzione e i giorni della Nevada Short Line erano contati. Ancora una volta entrò in amministrazione controllata nel 1918, e finalmente nel 1919 fu completamente spenta e l'attrezzatura fu venduta. I binari furono rimossi e sparirono completamente nel 1920.
I problemi di trasporto non hanno fermato l'attività mineraria; la miniera continuò a operare fino al 1942, producendo oltre 9 milioni di dollari in argento e oro. Rochester come città, tuttavia, cominciò a cadere in declino lentamente dopo il 1922, e nel 1926 l'ufficio postale aveva chiuso, così come molte altre imprese. Dopo il 1942, la miniera fu chiusa per lunghi periodi, operando solo a intermittenza, in quanto i prezzi dell'argento e dell'oro erano giustificati. La maggior parte delle persone aveva completamente lasciato l'area nel 1951 e nella migliore delle ipotesi c'era lo status di "custode" da parte di alcune anime risolute che vivevano e si spegnevano nei pochi edifici rimasti.
Nel 1986, la Coeur d'Alene Mines iniziò le operazioni della miniera a cielo aperto su larga scala a Nenzel Hill e oltre. Questa nuova operazione (Coeur Rochester, e nel 2003 la vicina Packard Mine) seppellì quasi tutta Upper Rochester sotto mucchi di grandi minai. Lower Rochester ha ancora molte fondazioni e alcune strutture in legno, una delle quali è il resto di un grande mulino. Inoltre, i resti delle torri di legno per il tram sono ancora visibili sul fianco della collina, e il vecchio letto ferroviario della Nevada Short Line può essere seguito in gran parte attraverso il canyon.